# Ribes canescens
Ribes canescens là một loài thực vật có hoa trong họ Grossulariaceae. Loài này được Pittier miêu tả khoa học đầu tiên năm 1918.